# Fanfic

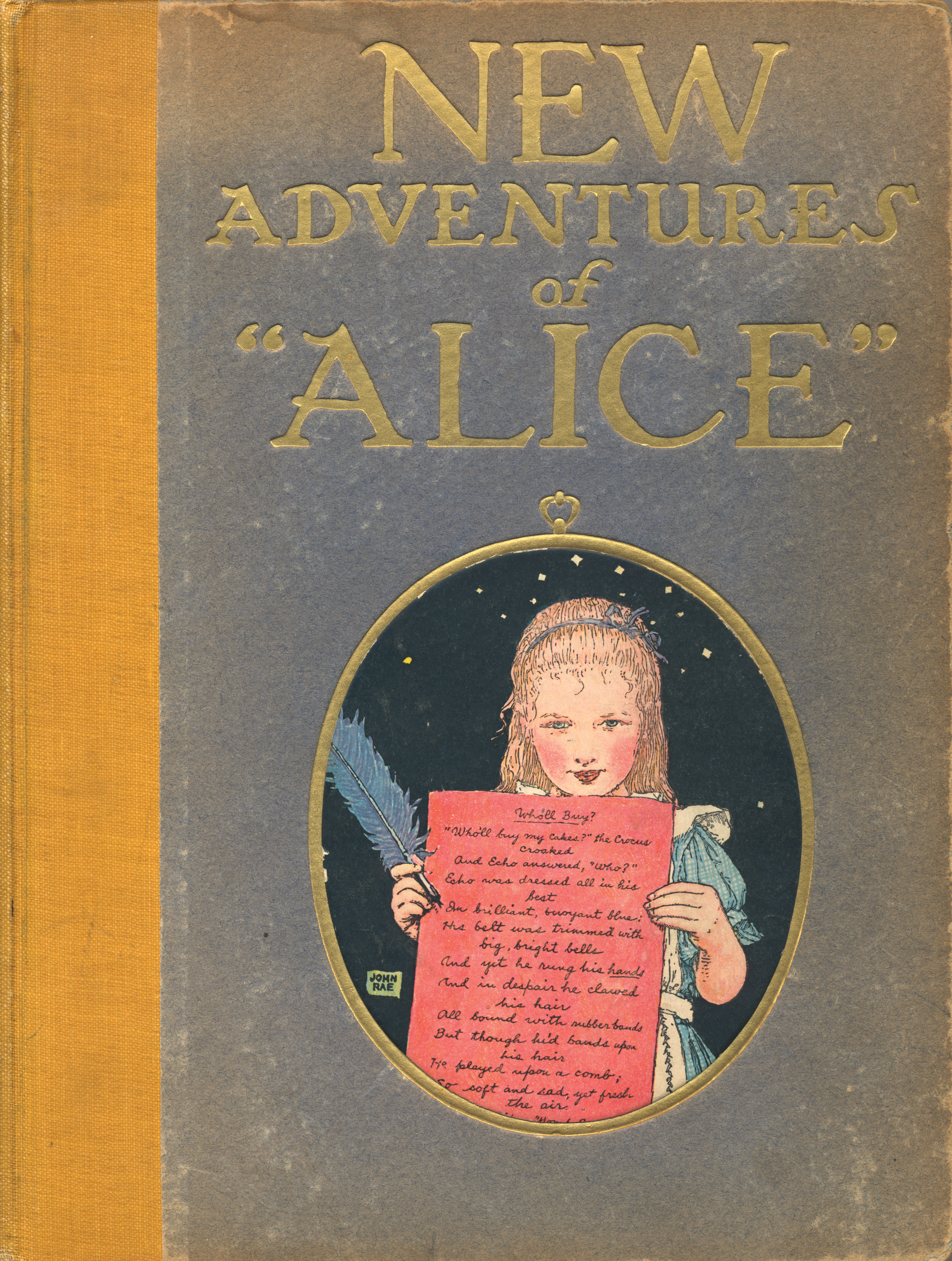
As Novas Aventuras de Alice (em 1917) do John Rae é considerado como um fanfic.

Fanfic (em português, "ficção de fã"), também podendo ser grafada como fanfiction ou, abreviadamente, fic, é uma narrativa ficcional escrita e divulgada por fãs. Inicialmente existiam em fanzines impressos, posteriormente sendo publicadas em blogues, sites e em outras plataformas pertencentes ao ciberespaço. Consiste na apropriação, sem fins lucrativos, de personagens e enredos provenientes de insumos culturais como filmes, séries, histórias em quadrinhos, esportes, bandas, celebridades, videogames, etc, assim como dentro da narrativa são postos personagens originais, para movimentar a narrativa ou fazer uma autoincerção. 
Usualmente a fanfiction não encontra apenas uma finalidade, como a simples a construção de um universo paralelo ao original, mas também a possibilidade de adaptação do universo ficcional para a realidade local do fã, a inserção de personagens e experiências plurais no universo de interesse, a construção de um espaço colaborativo e interativo para fãs, a expansão da história para discussão de temáticas atuais, a interseção (crossover) de universos ficcionais diferentes e, inclusive, aplicações pedagógicas na sala de aula.

## Origem
Com a popularização da internet, no final dos anos 1990, muitos escritores desse tipo de literatura encontraram uma forma mais fácil de atingir a outros fãs e pessoas com os mesmos interesses. Contudo, a origem precisa das primeiras fanfictions encontra algumas discordâncias: Para alguns, esse tipo de narrativa teria surgido nos EUA, no início da década de 1970, com a publicação, em fanzines, de histórias que eram tributos à série Jornada nas estrelas. Para outros autores, a simples ideia de ficção de fã compartilhada em comunidade pode apontar também para os primeiros clubes de leitura de Sherlock Holmes, no início dos anos 1900, que contavam com grupos de fãs ingleses dedicados à reescrita do personagem por meio de cartas.

## Tipos defanfic
Doujinshi
Termo usado para revistas independentes no Japão produzidas por fãs destas séries, semelhante aos fanzine  ocidentais. O termo deriva de doujin ou grupo literário, que era a forma tradicional de produção, e shi, que significa revista ou distribuição. Alguns podem considerar trabalhos de aficcionados (fanwork); para muitos, são simplesmente publicações de mangá de pequena tiragem.
Normalmente, o termo usualmente se refere a mangás de artistas não profissionais, podendo conter tanto histórias originais quanto histórias baseadas em um mangá ou um anime da moda ou muito popular, tais como as paródias, chamadas de aniparo. Entretanto, escritores de fanfics que se dedicam a criar histórias inspiradas em animes e mangás classificam seus trabalhos como doujinshi, mesmo quando são apenas textos, sem ilustrações.
A expressão "círculo doujinshi" é utilizada para designar um grupo de artistas que trabalham juntos na criação de uma obra. O grupo de mangaka Clamp começou sua carreira como um círculo doujinshi, contando inicialmente com 11 integrantes.
Crossover
Fanfics nas quais se misturam universos ficcionais diferentes.
Drabble/Fluffy
É uma fanfic que contém entre 99 e 150 palavras.
Slash
Fanfic cujo tema principal concentra-se na relação geralmente amorosa entre dois homens.
Femslash
Fanfic com relacionamento amoroso entre duas mulheres.
Smut
Fanfics ou cenas que detalham atos sexuais.
Lime
História com romance adulto, não precisamente sexual. Pode conter cenas de sexo implícitas, tanto entre casais héteros, quanto homossexuais.
OOC
"Out of Character". Quando a personalidade ou comportamento de um personagem são inconsistentes e diferentes do esperado, de acordo com a obra original.
Yaoi
Fanfic com cenas de romance entre dois homens onde é incitado o sexo, mas não é retratado explicitamente.
Yuri
Fanfic com cenas de romance entre duas mulheres onde é incitado o sexo, mas não é retratado explicitamente.
Shonen-ai
Fanfic contendo relacionamentos homossexuais entre homens, mas que não explicita nenhuma relação sexual.
Shoujo-ai
Fanfic contendo relacionamentos homossexuais entre mulheres, mas que não explicita nenhuma relação sexual.
What If
História alternativa aplicado a obras de ficção. O que aconteceria se a história tomasse um rumo diferente. (Ex: Harry Potter voltar ao passado para salvar o mundo bruxo; a série de quadrinhos O que Aconteceria Se... da Marvel Comics, etc.)
U.A. (Universo Alternativo)
Também chamado de AU (do inglês Alternative Universe). Quando a fanfic se passa num mundo diferente do criado pelo(a) autor(a) original da série, mas utilizando os personagens já existentes na história, na maioria das vezes buscando não alterar as características físicas e psicológicas das personagens.

## Classificação
K
Para audiências a partir de 6 anos de idade. Conteúdo livre de qualquer linguagem grosseira, violência e temas adultos.
K+
Adequado para crianças a partir de 9 anos. Conteúdo com menor grau de violência, insinuações de linguagem grosseira e ausência de temas adultos.
T
Adequado para adolescentes a partir de 13 anos. Conteúdo com alguma violência e linguagem grosseira temas adultos em menor grau.
M
Não adequado para crianças e adolescentes menores de 16 anos. Contém temas adultos fortes mas não explícitos, violência e linguagem grosseira.
MA
Adequado apenas para adultos. Possível conteúdo adulto, violência e linguagem explícitos.